# ИркутскАвиа
«Ирку́тскА́виа» (юридическое название — ЗАО «Авиакомпания „ИркутскАвиа“») — бывшая авиакомпания, базировавшаяся в Иркутске. Основана в 2001 году, эксплуатировала вертолёты типа Ми-8.

## История
Авиакомпания выполняла коммерческие пассажирские перевозки и смежные авиаработы. Основная сфера деятельности — туристические и экскурсионные маршруты, в том числе на Байкал (о. Ольхон, Чивыркуйский залив, КБЖД), в Саяны (Тофаларию, Шумак), в ряд населённых пунктов Иркутской области и Бурятии: города Усть-Кут, Тайшет, Нижнеудинск и Нижнеангарск, пгт. Жигалово и др.
1 ноября 2010 года управляющая компания «Истлэнд» завершила процедуру слияния ЗАО «Авиакомпания „ИркутскАвиа“» с ЗАО «Авиакомпания „Ангара“». Объединённый перевозчик авиакомпания «Ангара» стал крупнейшим в Сибирском федеральном округе предприятием, выполняющим техническое обслуживание воздушных судов семейства «Антонов».

## Флот
По данным с форума, в тот момент в состав флота входили, в частности, 10 самолётов Ан-24 и Ан-26, 2 самолёта Ан-2 и 12 вертолётов типа Ми-8. 